# Santa Elena, Oaxaca
Santa Elena är en ort i Mexiko.   Den ligger i kommunen Santa María Chilchotla och delstaten Oaxaca, i den sydöstra delen av landet, 280 km sydost om huvudstaden Mexico City. Santa Elena ligger 193 meter över havet och antalet invånare är 359.
Terrängen runt Santa Elena är kuperad åt nordost, men åt sydväst är den bergig. Santa Elena ligger nere i en dal. Runt Santa Elena är det ganska tätbefolkat, med 65 invånare per kvadratkilometer. Närmaste större samhälle är Huautla de Jiménez, 18,6 km sydväst om Santa Elena. I omgivningarna runt Santa Elena växer i huvudsak städsegrön lövskog.